# 黛博拉·費德勒
黛博拉·费德勒是NBC电视剧《白宫群英》中的一个角色，在剧中她是美国总统约书亚·巴特勒的特别助理。这个角色由著名女演员、喜剧演员莉莉·汤姆琳(Lily Tomlin)饰演。第一次出现是在该剧的第三季时，这一角色也一直保留到该剧的大结局。
在美国总统约书亚·巴特勒的上一任秘书蓝丁汉太太因车祸去世之后。巴特勒总统一直拒绝寻找一名秘书来代替陪伴他与他父亲多年一直从事秘书工作的蓝丁汉太太。最后，他的幕僚们终于了劝服他。初期面试的诸位候选者均并不能让巴特勒总统满意，虽然他们都符合从事这份工作的职业标准，但是却缺乏总统期望的幽默感。相比之下，黛比的自信以及坚强的意志，古怪可爱的个性则完全对这位总统的胃口。
在受到巴特勒总统的面试之前，黛比吃了一颗抗焦虑药，但是似乎没什么作用，然后她又吃了一颗。这让她在面试时兴奋的有点过头了。她告诉总统她之前是一个羊驼牧人和职业赌徒。之前她是白宫人事办公室的工作人员，当总统问及为何丢掉了那份工作的时候，她说她像是被人穿着裤子强奸了一样（有苦难言）。其实，她被革职的原因是因为帮助查理·杨获得了总统私人助理的工作而开罪了一名一直想让自己儿子得到这份工作的民主党大资助人，而此人的好友又是白宫人事办公室的主任。
而为了抗议白宫对第三世界饮用水项目援助项目的政策，她曾写信给白宫，建议在”巴特勒总统的饮用水“里面加点砷化物。巴特勒总统对这封信印象深刻，因为这封信虽然看上去荒谬且危险，但是在用词上却对总统办公室充满了尊重以及敬意，因为黛比在信中对他的称呼 —— 巴特勒"总统"表明了她对自己是善意，并且总统反倒是认为这样的行为是”有格调的“。
黛比有可能是仅次于第一夫人之外，最关心过度的工作以及压力对总统所罹患的多发性硬化症所带来的影响的人。她设计了新的电话通讯系统，针对每日高级幕僚会议制定了严格的时间表，以确保总统每天有足够的时间休息，不至于因工作压力导致隐疾复发。而在总统遇险之时，她也首当其冲，关心着总统的身体状况。
黛比热爱赌博，尤其是扑克牌（亲口向总统承认）。为了参加总统的私人扑克聚会，不惜大拍总统的马屁甚至小小的贿赂了一下总统。她也是《大青蛙布偶秀》中猪小姐(Miss Piggy)和哈利·S·杜鲁门总统的大号粉丝。在被问及对音乐的喜好时，她说她自己是”疯马（指尼尔·杨曾参与的美国摇滚乐队Crazy Horse）一样的女孩“，同时又说自己曾”和一个牛仔在夏日火热的爱情中耳鬓嘶摩了一番，就像冬青（指英国摇滚乐队赫里斯合唱團）在发挥作用似的“。
这个角色在剧中首次被提及是在第一季中，当时还被称呼为黛比·迪拉瓜第迪亚，在她离婚后改回娘家的姓氏成为黛比·費德勒。在她首次被提及时在第一季的《A Proportional Response》中的一段对话中，当时还是白宫工作人员的她将年轻的查理·杨推荐给乔希·莱曼，面试总统私人助理这一职位。

## 评价
演员莉莉·汤姆琳因"黛博拉·费德勒"这个角色三次入围了美国演员工会奖：在2003年，她入围了最佳戏剧类电视剧女演員奖，并与在《白宫群英》中的其他演员们，共同赢得了"'最佳戏剧类电视剧集体演出奖'"。2005年，汤姆琳又获得了一次"最佳戏剧类电视剧集体演出奖"的提名。

## 注脚
1. ↑  .   [2011-12-23]. （原始内容存档于2021-03-08）.

## 常见条目
- 《白宫群英》
- 白宫群英角色列表
- 白宫群英剧集列表（英文）